# Campionati italiani di triathlon sprint del 2018
I Campionati italiani di triathlon sprint del 2018 ( edizione) sono stati organizzati da TRIevolution Sport Eventi in collaborazione con la Federazione Italiana Triathlon e si sono tenuti a Lignano in Friuli-Venezia Giulia, in data 29 settembre 2018.
Tra gli uomini ha vinto Sergiy Polikarpenko (Aquatica Torino), primo titolo assoluto, mentre la gara femminile è andata a Beatrice Mallozzi ( Fiamme Azzurre) che ha bissato così il titolo vinto nell'edizione del 2017.

## Risultati

### Élite uomini
| Pos. | Atleta                     | Società sportiva           | Nuoto    | Bici     | Corsa    | Totale   |
| ---- | -------------------------- | -------------------------- | -------- | -------- | -------- | -------- |
|      | Sergiy Polikarpenko        | Aquatica Torino            | 00:10:57 | 00:25:02 | 00:15:17 | 00:53:04 |
|      | Gianluca Pozzatti          | 707 Triathlon Team         | 00:10:37 | 00:25:21 | 00:15:23 | 00:53:08 |
|      | Valerio Patanè             | Pro Patria Milano          | 00:10:47 | 00:25:17 | 00:15:20 | 00:53:13 |
| 4    | Michele Sarzilla           | Raschiani Tri Pavese       | 00:10:59 | 00:25:09 | 00:15:28 | 00:53:17 |
| 5    | Giulio Soldati             | T.D. Rimini                | 00:10:52 | 00:25:06 | 00:15:41 | 00:53:25 |
| 6    | Luca Facchinetti           | 707 Triathlon Team         | 00:10:38 | 00:25:24 | 00:15:35 | 00:53:32 |
| 7    | Nicola Azzano              | The Hurricane              | 00:10:41 | 00:25:12 | 00:15:46 | 00:53:35 |
| 8    | Federico Spinazzè          | Silca Ultralite            | 00:11:23 | 00:24:36 | 00:15:50 | 00:53:37 |
| 9    | Gregory Barnaby            | 707 Triathlon Team         | 00:10:46 | 00:25:10 | 00:16:00 | 00:53:43 |
| 10   | Dario Chitti               | Project Ultraman Le        | 00:10:45 | 00:25:19 | 00:16:04 | 00:53:48 |
| 11   | Marco Corrà                | Project Ultraman Le        | 00:10:43 | 00:25:12 | 00:16:10 | 00:53:54 |
| 12   | Massimo De Ponti           | Carabinieri                | 00:10:46 | 00:25:15 | 00:16:04 | 00:54:05 |
| 13   | Mirko Lazzaretto           | Tri. Rari Nantes Marostica | 00:10:51 | 00:25:04 | 00:16:24 | 00:54:11 |
| 14   | Federico Pagotto           | Silca Ultralite            | 00:10:47 | 00:25:09 | 00:16:22 | 00:54:17 |
| 15   | Thomas Francesco Previtali | Raschiani Tri Pavese       | 00:11:00 | 00:25:03 | 00:16:31 | 00:54:20 |
| 16   | Michelangelo Parmigiani    | Triathlon Team Riccione    | 00:10:48 | 00:25:06 | 00:16:25 | 00:54:21 |
| 17   | Alberto Casadei            | Fiamme Oro                 | 00:11:08 | 00:24:44 | 00:16:33 | 00:54:24 |
| 18   | Nicolò Simonigh            | Spezia Triathlon           | 00:11:03 | 00:24:58 | 00:16:35 | 00:54:26 |
| 19   | Elia Mozzachiodi           | Spezia Triathlon           | 00:10:55 | 00:25:03 | 00:16:41 | 00:54:28 |
| 20   | Valerio Cattabriga         | Minerva Roma               | 00:10:55 | 00:25:03 | 00:16:40 | 00:54:31 |

### Élite donne
| Pos. | Atleta                   | Società sportiva           | Nuoto    | Bici     | Corsa    | Totale   |
| ---- | ------------------------ | -------------------------- | -------- | -------- | -------- | -------- |
|      | Beatrice Mallozzi        | Fiamme Azzurre             | 00:11:51 | 00:28:23 | 00:17:32 | 00:59:11 |
|      | Costanza Arpinelli       | Minerva Roma               | 00:12:49 | 00:27:31 | 00:17:30 | 00:59:20 |
|      | Giorgia Priarone         | 707 Triathlon Team         | 00:13:00 | 00:27:18 | 00:17:59 | 00:59:46 |
| 4    | Federica Parodi          | T.D. Rimini                | 00:12:09 | 00:28:08 | 00:18:19 | 01:00:00 |
| 5    | Caterina Cassinari       | The Hurricane              | 00:12:12 | 00:27:57 | 00:18:29 | 01:00:09 |
| 6    | Bianca Seregni           | Raschiani Tri Pavese       | 00:11:28 | 00:28:44 | 00:18:23 | 01:00:12 |
| 7    | Elisa Marcon             | The Hurricane              | 00:12:06 | 00:28:06 | 00:18:41 | 01:00:23 |
| 8    | Tania Molinari           | Piacenza Tri Vittorino     | 00:12:16 | 00:27:59 | 00:19:03 | 01:00:45 |
| 9    | Carlotta Maria Missaglia | Triathlon Novara           | 00:12:42 | 00:27:33 | 00:19:02 | 01:00:51 |
| 10   | Francesca Crestani       | Tri. Rari Nantes Marostica | 00:12:46 | 00:27:30 | 00:19:00 | 01:00:51 |
| 11   | Asia Mercatelli          | Triathlon Team Riccione    | 00:12:14 | 00:27:53 | 00:19:08 | 01:01:00 |
| 12   | Angelica Prestia         | Pianeta Acqua              | 00:12:03 | 00:28:07 | 00:19:18 | 01:01:01 |
| 13   | Luisa Iogna-Prat         | DDS                        | 00:12:10 | 00:28:04 | 00:19:32 | 01:01:15 |
| 14   | Sharon Spimi             | Triathlon Team Riccione    | 00:11:38 | 00:27:41 | 00:20:37 | 01:01:28 |
| 15   | Lilli Gelmini            | T.D. Rimini                | 00:12:00 | 00:28:09 | 00:19:45 | 01:01:32 |
| 16   | Francesca Ferlazzo       | Spezia Triathlon           | 00:12:37 | 00:27:36 | 00:19:46 | 01:01:37 |
| 17   | Alessandra Tamburri      | Minerva Roma               | 00:11:37 | 00:28:32 | 00:20:00 | 01:01:42 |
| 18   | Fulvia Caterini          | Minerva Roma               | 00:12:32 | 00:27:39 | 00:19:56 | 01:01:46 |
| 19   | Bianca Barbesino         | Minerva Roma               | 00:12:12 | 00:27:49 | 00:20:07 | 01:01:57 |
| 20   | Michela Pozzuoli         | Minerva Roma               | 00:12:17 | 00:27:54 | 00:20:17 | 01:02:10 |